# Sergio Dalma

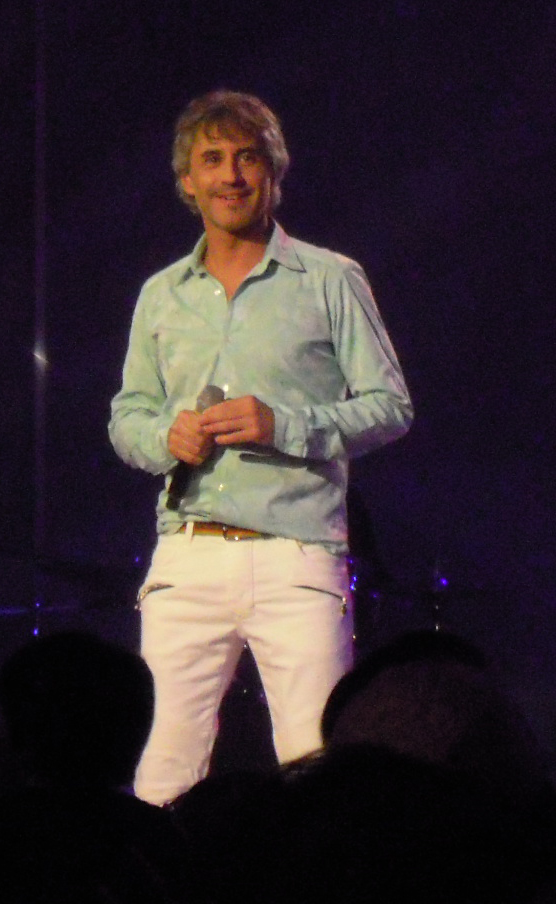
Sergio Dalma (2011)

Sergio Dalma (* 28. September 1964 in Sabadell als Josep Sergi Capdevila Querol) ist ein spanischer Popsänger. Er hatte bisher acht Nummer-eins-Alben in den spanischen Charts.

## Karriere
Dalma, der regelmäßig in Barcelonas Nightclubs sang, veröffentlichte ab 1989 zwei mäßig erfolgreiche Alben. Er wurde ausgewählt, Spanien beim Eurovision Song Contest 1991 in Rom zu vertreten. Mit seiner Powerballade Bailar Pegados gelang ihm Platz vier beim Wettbewerb sowie der Startschuss zu seiner Karriere. Ab 2008 erreichten sechs seiner Alben die Spitzenposition der spanischen Albumcharts, darunter drei Via Dalma betitelte Alben, die spanische Coverversionen italienischer Hits enthalten. Das erste Werk dieser Reihe war 2010 laut dem Billboard Magazin das erfolgreichste Album in Spanien.
Im Jahr 2012 war Dalma Jurymitglied bei der Castingshow El número uno.
Im Februar 2019 unterzeichnete Dalma einen neuen Plattenvertrag bei Sony Music.

## Diskografie

### Alben
- 1989: Esa chica es mía (Horus)
- 1991: Sintiéndonos la piel (Horus, ES: ×4Vierfachplatin )
- 1992: Adivina (Horus, ES: ×3Dreifachplatin )
- 1993: Sólo para ti (ES: ×2Doppelplatin )
- 1995: Cuerpo a cuerpo (Polygram, ES: ×2Doppelplatin )
- 1996: En concierto (Polygram, ES: Platin)
- 1998: Historias normales (Polygram, ES: Platin)
- 2000: Nueva vida (Universal, ES: Platin)
- 2003: De otro color (Universal, ES: Platin)

| Jahr | Titel                                     | Höchstplatzierung, Gesamtwochen, AuszeichnungChartsChartplatzierungen (Jahr, Titel, Platzierungen, Wochen, Auszeichnungen, Anmerkungen) | Anmerkungen                             |
| Jahr | Titel                                     | ES | Anmerkungen                             |
| ---- | ----------------------------------------- | --- | --------------------------------------- |
| 2004 | Lo mejor de Sergio Dalma 1989-2004        | ES1 Platin · (43 Wo.)ES | Erstveröffentlichung: 22. Juni 2004     |
| 2005 | Todo lo que quieres                       | ES4 Platin · (14 Wo.)ES | Erstveröffentlichung: 3. Oktober 2005   |
| 2008 | A buena hora                              | ES1 Platin · (38 Wo.)ES |                                         |
| 2010 | Trece                                     | ES1 Platin · (40 Wo.)ES | Erstveröffentlichung: 29. März 2010     |
| 2010 | Via Dalma                                 | ES1 ×7Siebenfachplatin · (102 Wo.)ES | Erstveröffentlichung: 22. November 2010 |
| 2011 | Via Dalma II                              | ES1 ×4Vierfachplatin · (86 Wo.)ES | Erstveröffentlichung: 10. November 2011 |
| 2012 | Todo Vía Dalma                            | ES19 (15 Wo.)ES | Erstveröffentlichung: 20. November 2012 |
| 2013 | T’estimo                                  | ES23 (8 Wo.)ES |                                         |
| 2013 | Cadore 33                                 | ES1 Platin · (70 Wo.)ES | Erstveröffentlichung: 12. November 2013 |
| 2013 | Lo mejor de...                            | ES47 (12 Wo.)ES |                                         |
| 2014 | #YoEstuveAllí – Las Ventas 20. Sept. 2014 | ES4 Gold · (39 Wo.)ES | Erstveröffentlichung: 18. November 2014 |
| 2015 | Dalma                                     | ES2 Gold · (59 Wo.)ES | Erstveröffentlichung: 30. Oktober 2015  |
| 2017 | Via Dalma III                             | ES1 Platin · (58 Wo.)ES | Erstveröffentlichung: 6. Oktober 2017   |
| 2019 | 30 … y tanto                              | ES2 Gold · (26 Wo.)ES | Erstveröffentlichung: 8. November 2019  |
| 2019 | 30 Aniversario 1989-2019                  | ES5 (31 Wo.)ES | Erstveröffentlichung: 27. November 2019 |
| 2021 | Alegría                                   | ES2 Gold · (13 Wo.)ES | Erstveröffentlichung: 19. November 2021 |
| 2023 | Sonrie porque estás en la foto            | ES1 (12 Wo.)ES | Erstveröffentlichung: 24. November 2023 |

grau schraffiert: keine Chartdaten aus diesem Jahr verfügbar

### Singles
| Jahr | Titel Album                        | Höchstplatzierung, Gesamtwochen, AuszeichnungChartsChartplatzierungen (Jahr, Titel, Album, Platzierungen, Wochen, Auszeichnungen, Anmerkungen) | Anmerkungen                                            |
| Jahr | Titel Album                        | ES | Anmerkungen                                            |
| ---- | ---------------------------------- | --- | ------------------------------------------------------ |
| 2003 | Deixa’m oblidar-te De otro color   | ES9 (9 Wo.)ES |                                                        |
| 2009 | A buena hora                       | ES49 (1 Wo.)ES |                                                        |
| 2010 | Cuidaré Trece                      | ES35 (1 Wo.)ES |                                                        |
| 2010 | Mientras tanto Trece               | ES42 (1 Wo.)ES |                                                        |
| 2010 | Tú Via Dalma                       | ES4 Gold · (25 Wo.)ES |                                                        |
| 2011 | El mundo Via Dalma II              | ES10 (15 Wo.)ES |                                                        |
| 2011 | Yo no te pido la luna Via Dalma II | ES17 Gold · (10 Wo.)ES |                                                        |
| 2011 | Te amo Via Dalma II                | ES10 (14 Wo.)ES |                                                        |
| 2012 | La cosa más bella Via Dalma II     | ES40 (1 Wo.)ES | mit Leire                                              |
| 2013 | Si te vas Cadore 33                | ES21 (2 Wo.)ES | Erstveröffentlichung: 28. September 2013               |
| 2013 | Recuerdo crónico Cadore 33         | ES49 (1 Wo.)ES |                                                        |
| 2014 | Hoy puede ser un gran día –        | ES4 (4 Wo.)ES | Erstveröffentlichung: 14. Februar 2014 Various Artists |

Weitere Singles
- 1991: Bailar Pegados (ES: Platin)

## Auszeichnungen für Musikverkäufe
Anmerkung: Auszeichnungen in Ländern aus den Charttabellen bzw. Chartboxen sind in ebendiesen zu finden.
| Land/RegionAuszeichnungen für Musikverkäufe (Land/Region, Auszeichnungen, Verkäufe, Quellen) | Gold     | Platin       | Verkäufe  | Quellen                         |
| -------------------------------------------------------------------------------------------- | -------- | ------------ | --------- | ------------------------------- |
| Spanien (Promusicae)                                                                         | 6× Gold6 | 33× Platin33 | 2.480.000 | elportaldemusica.es ES2 ES3 ES4 |
| Insgesamt                                                                                    | 6× Gold6 | 33× Platin33 |           |                                 |